# Kieuwboogplacode

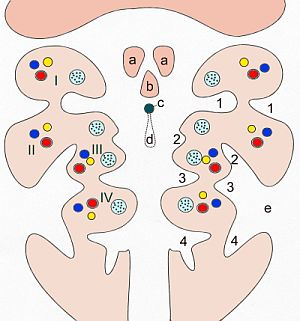
Patroon van de kiembogen. I-IV kieuwbogen, 1–4 kieuwzakjes (binnenkant) en/of kieuwspleten (buitenkant)
a Tuberculum laterale
b Tuberculum impar
c Foramen cecum
d Ductus thyreoglossus
e Cervical sinus

De kieuwboogplacode is een neurogene placode die wordt aangetroffen bij sommige amfibieën met onbekende functie. Het is een verdikking van het externe of oppervlakte ectoderm bij een embryo. De verdikking ontstaat doordat ectoderm ceel op deze plaats kolomvormig worden.
Bij klauwkikkers bevinden deze placoden zich ventraal en caudaal van het tweede en derde kieuwzakje en geven ze aanleiding tot kleine kieuwboogzenuwknopen met nog onbekende functie. Ze zijn ook gevonden bij Eleutherodactylus coqui.